# Юозас Апутіс
Юозас Апутіс (лит. Juozas Aputis; 8 червня 1936, село Бальчяй, Расейняйський район, Литва — 28 лютого 2010) — литовський прозаїк, перекладач, літературний критик.

## Біографія
Народився в невеликому селі Расейняйського району. У 1960 закінчив філологічний факультет (за фахом литовська філологія) Вільнюського державного університету. У 1959-1969 працював в редакції щотижневої газети Спілки письменників Литви «Література ір мянас» («Literatūra ir menas»; «Література і мистецтво»). У 1969-1977 працював в редакції журналу «Гірьос» («Girios»; «Гаї»).
У 1980-2001 працював в редакції щомісячного літературно-художнього журналу Спілки письменників Литви «Пяргале» («Pergalė»; «Перемога»), з 1991 носив нинішню назву «М'ята» («Metai»), був членом редколегії «Пяргале» (1980-1990) і «М'ята» (з 1991).
Член правління Спілки письменників Литви з 1990, член комітету з Національних премій в галузі літератури і мистецтва з 1998.
У 1986 Апутіса відзначено Національною премією Литви за збірку малої прози «Кукушка на поламаній березі» («Gegužė ant nulūžusio beržo»; 1986), а в 2005 за збірку новел «Джипи на битому шляху» («Vieškelyje džipai»; 2005).
Жив у Вільнюсі.

## Творчість
Дебютував збіркою малої прози «Žydi bičių duona» («Цвіте бджолиний хліб») в 1963. Пізніше опублікував безліч новел, повістей, збірок оповідань, роман «В пісках зупинятися не можна» («Smėlynuose sustoti negalima»; 1996). З ім'ям Апутіса зв'язується оновлення в литовській літературі жанру новели в 1960-х — 1970-х: поглиблення тонкого психологізму, багатство асоціативної образності, ліричне світовідчуття. У повісті «Мурашник в Пруссії» («Skruzdėlynas Prūsijoje»; що написана в 1971, опублікована в 1989) вдається до алегорій, символіки, складної метафорики.
Окремі новели переводилися на англійську, італійську та інші мови. Збірку новел Апутіса «Pamalē skrien meža cūkas» (1974) видано латвійською мовою).
Перекладав прозу Чехова, вірменського письменника Ваана Тотовенца. Автор критичних статей і рецензій.

## Нагороди та премії
- Літературна премія імені Юлії Жямайте за повість «Поляна, де жива вода» («Erčia, kur gaivus vanduo») (1971)
- Премія імені Юозаса Паукштяліса за книгу «У пісках зупинятися не можна» («Smėlynuose negalima sustoti») (1996)
- Літературна премія імені А. Вайчюлайтіса (1997)
- Премія «Імбирних вечорів» ім. Ю. Кунчінаса (2004)
- Національна премії в галузі культури і мистецтва (2005)
- Літературна премія імені Пятраса Цвірки за книгу новел «Джипи на битому шляху» («Vieškelyje džipai») (2005)

## Видання
- Žydi bičių duona: apsakymai. Vilnius: Valstybinė grožinės literatūros leidykla, 1963.
- Rugsėjo paukščiai: novelės. Vilnius: Vaga, 1967.
- Sugrįžimas vakarėjančiais laukais: novelės. Vilnius: Vaga, 1977.
- Tiltas per Žalpę: apysakos. Vilnius: Vaga, 1980.
- Keleivio novelės: novelės. Vilnius: Vaga, 1985.
- Gegužė ant nulūžusio beržo: novelių rinkinys. Vilnius: Vaga, 1986.
- Skruzdėlynas Prūsijoje: apysaka. Vilnius: Vaga, 1989. 230 p.
- Dvi apysakos: apysakos. Vilnius: Baltos lankos, 1996.
- Smėlynuose negalima sustoti: romanas. Vilnius: Lietuvos rašytojų sąjungos leidykla, 1996.
- Novelės: apsakymai. Vilnius: Žaltvykslė, 2004.
- Maži atsakymai į didelius klausimus: pokalbiai, esė. Vilnius: Alma littera, 2006.
- Vieškelyje džipai: apysakos. Vilnius: Lietuvos rašytojų sąjungos leidykla, 2005. 512 p.